# حسان كاراجاداغ
حسان كاراجاداغ (مواليد 20 أكتوبر 1976، شانلي أورفة) (بالتركية: Hasan Karacadağ)‏ هو هو مخرج ومنتج وكاتب سيناريو تركي، بدأ مسيرته المهنية من خلال تقديم بعض الأعمال لأفلام قصيرة ومن ثم شارك بتلك الأفلام في مهرجانات دولية.
مشهور بإخراجه لعدد من أفلام الرعب، مثل فيلم سموم.

## روابط خارجية
- حسان كاراجاداغ على موقع IMDb (الإنجليزية)
- حسان كاراجاداغ على موقع ألو سيني (الفرنسية)
- حسان كاراجاداغ على موقع أول موفي (الإنجليزية)
- حسان كاراجاداغ على موقع قاعدة بيانات الفيلم (الإنجليزية)
- حسان كاراجاداغ على موقع كينوبويسك (الروسية)